# Йоресун
Йо̀ресун (на датски: Øresund; на шведски: Öresund, Йо̀ресунд; на немски: Öresund, Йорезунд или Зунд) е проток, разделящ датския остров Шеланд от южната шведска провинция Сконе. Той е един от трите пролива, свързващи Балтийско море с протока Категат, а от там Северно море и Атлантическия океан. Затова той е един и от най-натоварените морски пътища. Дължина 70 km, ширина от 3,4 до 24 km, дълбочина на фарватера до 8 m. На западния му датски бряг са разположени столицата Копенхаген и градовете Хьорсхолм и Хелсингьор, а на източния шведски бряг – градовете Малмьо, Ландскруна и Хелсинбори.

## История
Контролът върху мореплаването през Йоресун е бил важен фактор в политиката на Дания и Швеция през вековете. Крепостите Кронбор (Kronborg) в Хелсингьор на западния бряг, и Кернан (Kärnan) в Хелсингбори на източния, контролират протока в най-тясното му място (широко 4,5 km).
През 1429 г. кралят на Калмарската уния Ерик Померански въвежда такса за преминаване през Йоресун. Всички чуждестранни кораби, минаващи през пролива в трябвало да спрат в Хелсингьор и да платят такса на датската корона, независимо дали товарът е за Дания или не. Двете крепости можели да потопят всеки кораб и избягването на таксата е било невъзможно. През 1567 таксата е заменена с данък върху товара на кораба, с което е увеличила трикратно приходите. Аналогични такси са били събирани на двата по-малки пролива Сторебелт (Storebælt) и Лилебелт (Lillebælt), за да не може кораб да се отклони от плащането им.
Таксите и данъците, налагани върху преминаващите кораби, са били най-важния източник на приходи за датската корона и са я правели доста независима. След 1645 г. шведските кораби са били освободени от такса, а след 1658 г. (вследствие загубата на Сконе, Халанд и Бухуслен) събирането на данъка е било силно затруднено.
Копенхагенската конвенция от 1857 г. обявява и трите датски пролива за международни морски пътища и отменя облагането на търговските кораби.

## Мост
На 1 юли 2000 г. кралицата на Дания Маргрете II и кралят на Швеция Карл XVI Густав откриват моста над Йоресун, свързващ датската столица Копенхаген и шведския град Малмьо.  Това е най-дългият мост в Европа, с дължина 7,845 km, и височина на колоните 204 m. Разходите по построяването му са 4 милиарда евро.

## Острови
В пролива има няколко острова:
- Амагер (дат. Amager)
- Салтхолм (дат. Saltholm, Солено островче)
- Пеберхолм (дат. Peberholm, шв. Pepparholm, Пиперено островче) – изкуствен остров, името е игра на думи с името на Салтхолм
- Вен (дат. Hven, шв. Ven)
- Миделгрундсфортет (дат. Middelgrundsfortet Архив на оригинала от 2004-10-15 в Wayback Machine.) – крепост върху най-големия изкуствен остров, построени са преди повече от 100 г.
- Флакфортет (дат. Flakfortet) – изкуствен остров и крепост